# Прип'ятсько-німанська культура
Прип'ятсько-німанська культура — археологічна культура ранньонеолітичних племен, які в V-IV тис. до н. е. жили на заході Білорусі, північному заході України, південному заході Литви і на крайньому північному сході Польщі.
Сформувалася на основі місцевого пізньомезолітичної традиції. На початку існування культури в кремнієвому інвентарі зберігалися пережиткові мезолітичні риси — листоподібні наконечники стріл, ланцети, мікроліти. Кераміка представлена гостродонними горщиками з гребінцевими рисами на поверхні стінок, в які при ліпленні додавали волокнисті домішки. Посуд орнаментований поясом глибоких круглих ямок під краєм вінця, зразками з гребінцевих відбитків, насічками, є наколи і прокреслені штрихи.
Ця археологічна культура близька східно-поліському варіантові дніпро-донецької культури. В кінці свого існування перебувала під впливом з боку культури лійчастого посуду і культур «лісового неоліту» Повіслення (межиріччя Одри та Лаби). Найбільш досліджені поселення культури на заході — «Камінь», «Русакова», «Русаковичі».
| Атерійський наконечник | Це незавершена стаття з археології. Ви можете допомогти проєкту, виправивши або дописавши її. |